# 恵田真芽
恵田 真芽（えだ まめ）は、日本の漫画家。

## 特徴
主として、『漫画ばんがいち』・『COMICポプリクラブ』に作品を発表していた。一見かわいらしいようでいて、濃厚なエロ描写が特徴。
様々なライブに通うのが趣味だという。

## 作品リスト

### 単行本
- 『ヨガクレ くのいち学園忍法帳』 日本文芸社〈ニチブンコミックス SH COMICS〉、全2巻
  1. 2011年9月28日発行[2]、ISBN 978-4-53712-803-1
  2. 2012年9月7日発行[3]、ISBN 978-4-53712-932-8
- 『えろまめ』 2014年8月7日発売[4]、マックス〈ポプリコミックス〉、ISBN 978-4-86379-328-6
- 『まめいじり』[5] 2016年1月29日発売、文苑堂〈EUROPA COMICS〉、ISBN 978-4-86117-226-7

### 読み切り・連載
- まりナツMilk （漫画ばんがいち 2010年5月号）
- 未来ペットひゆるちゃん （漫画ばんがいち 2010年6月号）
- 水着遊戯 （漫画ばんがいち 2010年9月号）
- 人妻H （コミックメガミルク VOL.5 2010年10月）
- 天堂家の流儀 （漫画ばんがいち 2010年10月号）
- コスってなおそ! （漫画ばんがいち 2010年11月号）
- どっちにするの!? （漫画ばんがいち 2010年12月号）
- 最悪の1日 （漫画ばんがいち 2011年1月号）
- Hな風紀委員長は好きですか? （漫画ばんがいち 2011年2月号）
- くのいち学園忍法帳 ヨガクレ 第1話 - 第9話 （さくらハーツ VOL.1 - VOL.9 週刊漫画ゴラク2011年1月15日増刊、3月15日増刊、5月15日増刊、7月15日増刊、9月15日増刊、11月15日増刊、2012年1月15日増刊、3月15日増刊、5月15日増刊）
  - くのいち学園忍法帳 ヨガクレ 番外編 （さくらハーツ VOL.9 週刊漫画ゴラク2012年5月15日増刊）
- 処女(オトメ)のヒメゴト♥ （漫画ばんがいち 2011年12月号
  - 処女(オトメ)のヒメゴト♥2 - 5 （漫画ばんがいち 2012年1月号 - 4月号）
- 処女(おとめ)で痴女!(びっち) （漫画ばんがいち 2011年3月号）
- だって女の子だもん! （漫画ばんがいち 2011年4月号）
- おしおきです! （漫画ばんがいち 2011年5月号）
- Love♥Love♥ダイエット （漫画ばんがいち 2011年6月号）
- 夏のkiss祭り! （漫画ばんがいち 2011年7月号）
- 生徒会長と下僕(ボク)1 - 3 （漫画ばんがいち 2011年8月号 - 10月号）
- 恋愛ビギナーズ （COMICポプリクラブ 2013年9月号）
- 入れ替わりラブパニック! （COMICポプリクラブ 2013年10月号）
- 秘スレバ処女ノ花ガ咲ク♥前・後編 （COMICポプリクラブ 2013年11月号・12月号）
- サンタクロースをひとりじめっ♥ （COMICポプリクラブ 2014年2月号）
- 恋弓♥乙女～彼女を蕩かす射の方法～ （COMICポプリクラブ 2014年5月号）
- ココロマニアックス～姫乃とイチャエロ催眠H編～  （COMICポプリクラブ 2014年7月号）
  - ココロマニアックス～莉瀬と媚薬でお仕置きH編～  （COMICポプリクラブ 2014年8月号）
  - ココロマニアックス～アイドルたちの真心ご奉仕3P編～  （COMICポプリクラブ 2014年9月号）
- ドSな義妹を完全服従させるまで （COMICポプリクラブ 2014年12月号）
- 田舎っ娘純情TRAP! （COMICポプリクラブ 2015年2月号）
  - 田舎っ娘発情life! （COMICポプリクラブ 2015年3月号）
- 卒業祝いは子作りH♥ （COMICポプリクラブ 2015年4月号）
- ハーレム?Project Act1 - Act5 （COMICポプリクラブ 2015年6月号 - 10月号）[注 1]

### アダルトアニメ
- 『えろまめ』 発売・販売：メディアバンク〈Queen Bee〉、全2巻
  1. 2014年12月19日発売[6]、収録：「サンタクロースをひとりじめっ」・「恋弓♥乙女～彼女を蕩かす射の作法～」、JAN 4562109581874
  2. 2015年3月27日発売[7]、収録：「ココロマニアック！」、JAN 4562109581911